# Gundelsheim (Adelsgeschlecht)

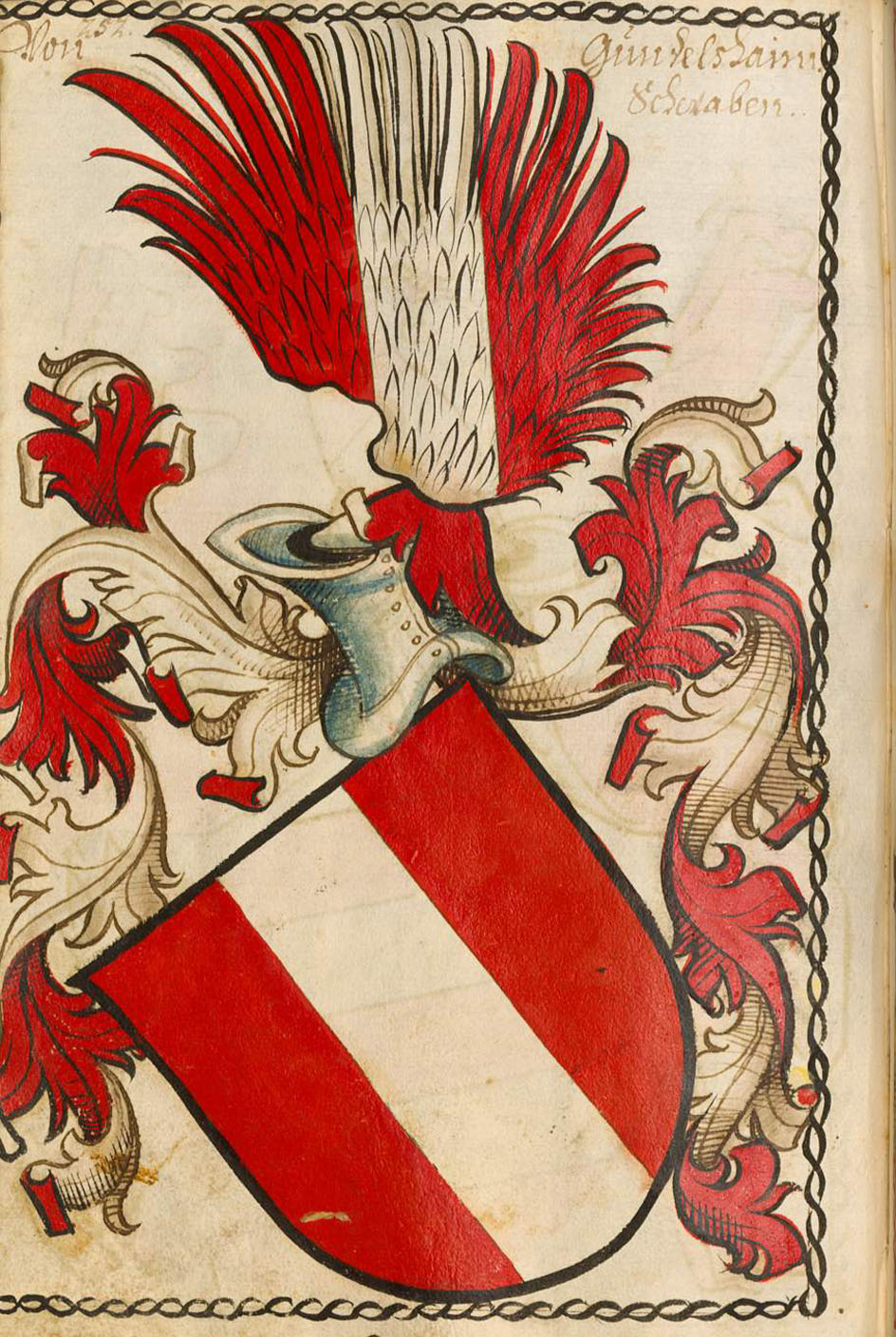
Familienwappen im Scheiblerschen Wappenbuch

Die Familie von Gundelsheim war ein fränkisches Adelsgeschlecht. 

## Geschichte
Namensgebender Stammsitz war der Ort Gundelsheim an der Altmühl, heute ein Gemeindeteil von Theilenhofen im mittelfränkischen Landkreis Weißenburg-Gunzenhausen. Die Familie von Gundelsheim war aufgrund ihrer Besitzungen als Teil der reichsfreien fränkischen Ritterschaft in den Ritterkantonen Altmühl und Odenwald organisiert. Die Familie war stark in den Deutschen Orden integriert. Der im Detail kritisch zu betrachtende Genealoge Johann Gottfried Biedermann skizzierte auf drei Tafeln einen Familienstammbaum, den er mit Martin Joachim Christoph von Gundelsheim als letztem Namensträger mit seinem Tod 1680 schloss (seine Söhne waren zuvor gestorben). Zu den Besitzungen zählten unter anderem die Burg Steinhart, der Ort Röckingen und das Schloss Kalteneck. Als Hauptmann spielte Linhard von Gundelsheim in der Reformation in Memmingen eine wichtige Rolle. 1520 erhielt ein Zweig des Geschlechtes das Rittergut Unterwurmbach vom Kloster Ellwangen zu Lehen; mit dem Tode Martins von Gundelsheim fiel es an das Kloster zurück. Seine unvermählte Tochter Maria Helena von Gundelsheim ist bis Mitte des 18. Jahrhunderts in Gunzenhausen nachweisbar.

## Wappen
Der Wappenschild zeigt einen silbernen Pfahl auf rotem Grund.

## Persönlichkeiten
- Philipp von Gundelsheim, Bischof von Basel (1527–1553)
- Heinrich von Gundelsheim, 1352 Landkomtur der Ballei Franken